# Raggio d'azione
L'espressione raggio d'azione (in lingua inglese radius of action) si riferisce alla distanza che un veicolo, nave o aereo può raggiungere, pattugliare per un certo tempo, per poi tornare alla base di partenza con il minimo di carburante, ovvero completando una missione da combattimento. 
Per gli aerei solitamente questo raggio cambia a seconda se si utilizzano serbatoi aggiuntivi, in base all'altitudine di crociera e al carico di munizioni e armamenti vari. 
Il raggio d'azione di un aereo è spesso determinato dal tipo di missione. Ad esempio:
- l'F-16 Fighting Falcon ha un raggio d'azione di 550 km in una missione hi-lo-hi portando un carico di sei bombe da 450 kg;
- l'F/A-18 Hornet ha un raggio d'azione di 537 km in una missione hi-lo-hi;
- il Sukhoi Su-27 ha un'autonomia di 1.340 km al livello del mare e di 3.530 km alle alte altitudini, e quindi il raggio d'azione varia fino a un massimo di 1.500 km.[4]

Questa distanza è sempre minore del maximum range (autonomia massima) o del ferry range (autonomia del volo di trasferimento ovvero la distanza massima percorsa con i serbatoi aggiuntivi). Soprattutto è  bene rimarcare che autonomia e raggio d'azione sono concetti differenti, e hanno quindi valori diversi. Inoltre ricordiamo che il raggio d'azione di un aereo può essere notevolmente esteso tramite il rifornimento in volo, operazione che consente di riempire i serbatoi tramite un apposito sistema di aggancio e trasferimento del combustibile da un aereo all'altro. Tuttavia il valore che viene misurato, e indicato come raggio d'azione, si riferisce comunque all'aereo in condizioni normali, con un carico utile standard, e senza rifornimento in volo.

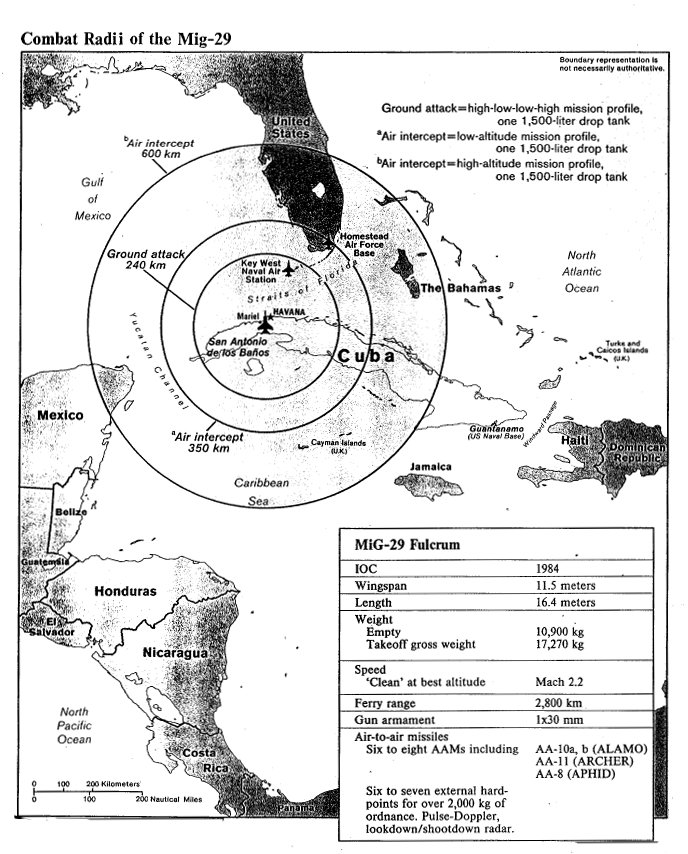
Mappa che mostra il raggio d'azione di un MiG-29 cubano con base a San Antonio de los Baños.

Un altro fattore che influisce notevolmente sul raggio d'azione è l'altitudine. Un aereo che vola ad alta quota avrà un raggio d'azione superiore allo stesso aereo che vola a bassa quota, e ciò dipende essenzialmente dalla densità dell'aria che offre una diversa resistenza aerodinamica.

## Definizioni
Ci sono diverse definizioni per indicare il raggio d'azione su cui è bene fare chiarezza. In inglese si usa l'espressione radius of action, ma anche combat radius e combat range, per indicare il raggio d'azione di un velivolo.
Le somiglianze linguistiche di queste espressioni possono creare equivoci e confusioni, ed è importante distinguere precisamente il raggio d'azione (radius of action) dall'autonomia (range) che sono concetti ben diversi. L'autonomia infatti non tiene in considerazione la necessità di ritornare alla base di partenza, ed esprime soltanto la distanza massima percorribile senza valutare altre condizioni.

## Missilistica
Invece, quando ci si riferisce a un missile, con raggio d'azione si intende la distanza che esso può percorrere dal punto di partenza fino al bersaglio (in questo caso la lingua inglese usa la parola range), e corrisponde alla portata o gittata. I missili balistici sono perciò suddivisi in diverse tipologie: a corto raggio, medio raggio e lungo raggio.
Più precisamente, per convenzione, si distinguono in missili balistici a corto raggio (SRBM) con gittata inferiore a 1.000 km, a medio raggio (MRBM) con gittata tra 1.000 e 3.000 km, a raggio intermedio (IRBM) con gittata fra 3.000 e 5.500 km, e infine in missili balistici intercontinentali (ICBM) con gittata fra 5.500 e 18.000 km.
Invece i missili da crociera hanno raggio d'azione di diversa entità. Il missile cruise BGM-109 Tomahawk ha un raggio d'azione di 2.500 km, e l'SS-N-27 Kalibr di 2.600 km.

## Esempio

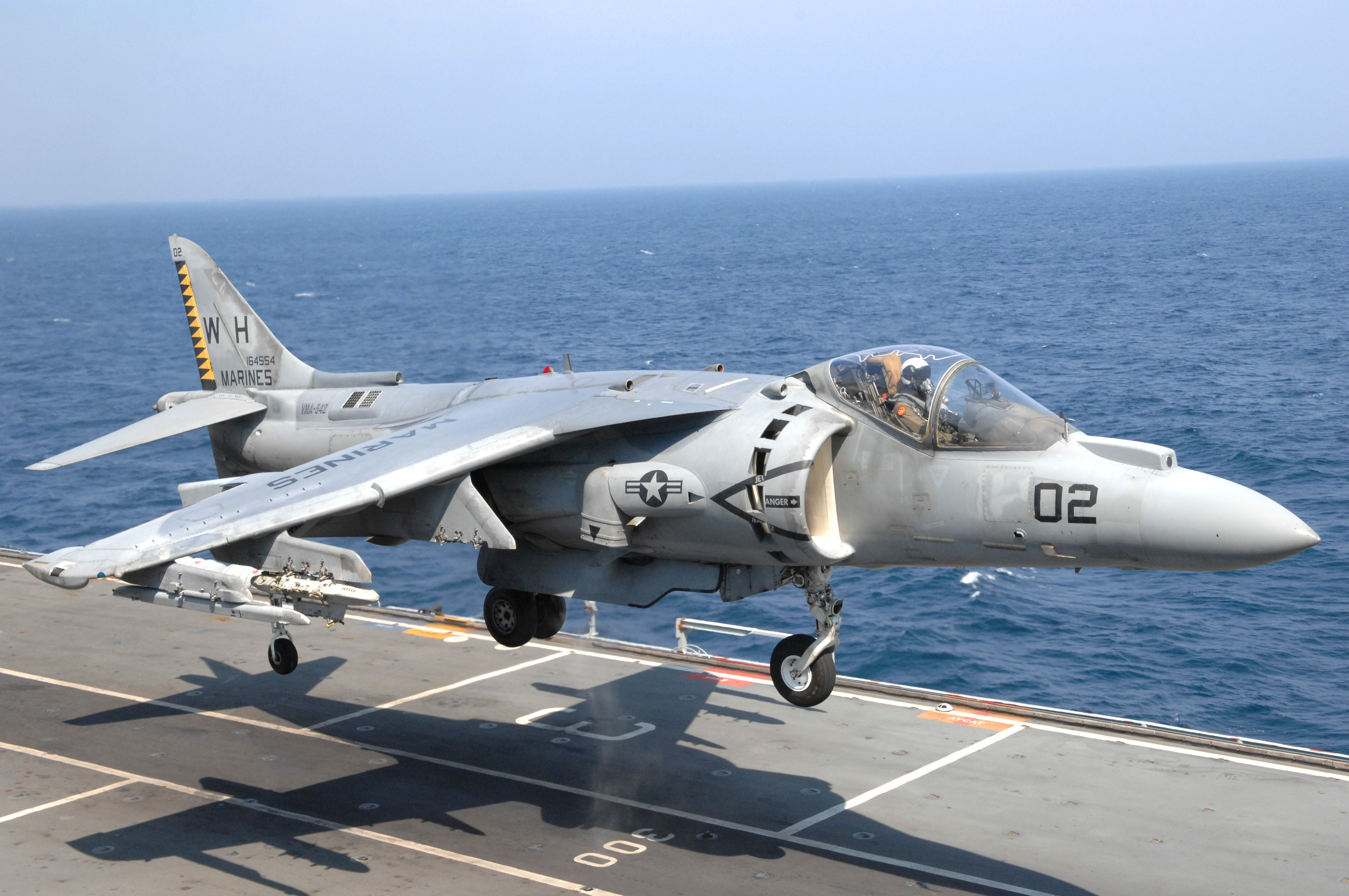
L'AV-8B Harrier II durante l'appontaggio sulla portaerei HMS Illustrious.

Si riporta qui un esempio per un aereo McDonnell Douglas-BAe AV-8B Harrier II:
| Profilo di missione | Serbatoi esterni | Armamento esterno | Raggio d'azione | Raggio d'azione |
| ------------------- | ---------------- | ----------------- | --------------- | --------------- |
| Hi-Lo-Lo-Hi         | Sí               | 6 x Mk-82 SE      | 460 NM          |                 |
| Hi-Lo-Lo-Hi         | No               | 6 x Mk-82 SE      | 314 NM          |                 |
| Lo-Lo-Lo            | Sí               | 6 x Mk-82 SE      | 294 NM          |                 |
| Lo-Lo-Lo            | No               | 6 x Mk-82 SE      | 202 NM          |                 |